# Viktor Rosenfeld (Jurist)
Viktor Rosenfeld (geboren am 2. August 1852 in Brünn; gestorben am 3. April 1919 in Wien) war ein österreichischer Rechtsanwalt.

## Leben
Er entstammte der seit dem 17. Jahrhundert in Mährisch Koritschan ansässigen jüdischen Familie Rosenfeld. Zu seinen 11 Geschwistern zählten der Schauspieler und Dramatiker Siegfried Rosenfeld (1844–1883) und Laura Henschel-Rosenfeld (1857–1944), die heute vor allem durch ihre Beziehung zum Maler Maurycy Gottlieb bekannt ist. Ein Cousin zweiten Grades ist der Schriftsteller und Zionist Oskar Rosenfeld (1884–1944).
Er studierte von 1873 bis 1877 an der Universität Wien, wo er auch 1879 zum Dr. jur. promovierte. 1884 absolvierte er die Rechtsanwaltsprüfung und praktizierte ab 1886 als Advokat in Wien, wobei er sich insbesondere als Strafverteidiger einen Namen machte. Im Bukowinaer Zoll- und Defraudationsprozess, der im Jahr 1892 die österreichische Justiz und Presse beschäftigte, vertrat er die „kleinen Leute“, die der Bestechung einer Vielzahl von Beamten der Bukowiner Zoll- und Finanzverwaltung angeklagt waren und nahm sich auch sonst häufiger Anliegen der „Unterschicht“ an. Als Strafverteidiger fungierte er in mehreren aufsehenerregenden Mordprozessen, so 1896 im Verfahren gegen den Giftmörder Johann Schmalegger. 1897 erreichte er im Prozess gegen den Bombenattentäter Johann Fock einen Freispruch für dessen als Komplizin mitangeklagte Geliebte Pauline Basch, 1913 gelang es ihm im Berufungsverfahren des Rannersdorfer Mordprozesses, beim Kassationshof zumindest die Aufhebung des vom Schwurgericht gesprochenen Todesurteils zu erwirken.
Nach seinem Tod im Jahr 1919 übernahm sein Sohn Valentin Viktor Rosenfeld (1886–1970) seine Kanzlei.